# فهرست آتشفشان‌های ایران

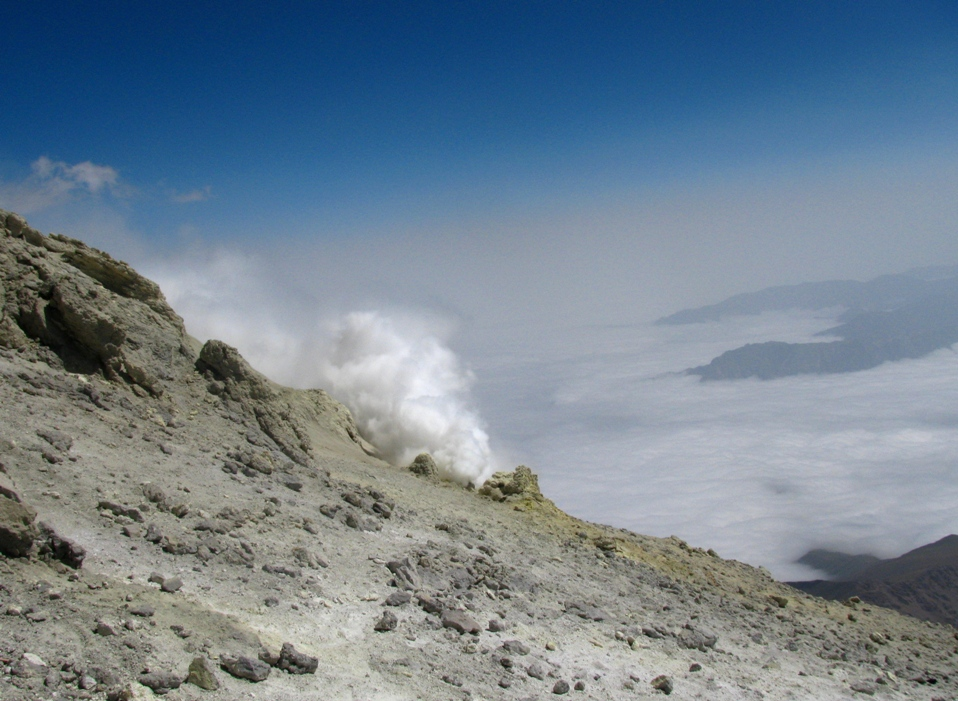
فوران گوگرد از یک دودخان در نزدیکی قله دماوند.

براساس پژوهش‌ها و بررسی‌های صورت گرفته توسط زمین‌شناسان، در ایران ۱۰ کوه آتشفشانی وجود دارد که عبارتند از: دماوند، تفتان، سبلان، سهند، بزمان، قلعه‌حسن‌علی، ملک سیاه کوه، سراخر، درازو و میدان آتشفشانی شهسواران. از این بین ۳ آتشفشان تفتان، دماوند و بزمان در زمرهٔ آتشفشان‌های نیمه‌فعال قرار می‌گیرند. دماوند با ارتفاع ۵٬۶۱۰ متر بلندترین آتشفشان قاره آسیا است و بزمان جوان‌ترین آتشفشان ایران به‌شمار می‌آید. فعالیت‌های آتشفشانی کواترنری در حقیقت ادامه فعالیت‌های ترشیاری در ایران است و در مناطقی که آتشفشان‌های کواترنری فعالیت داشته‌اند، عموما آتشفشان‌های ترشیاری نیز با شدت بیشتری فعال بوده‌اند. آتشفشان‌های جوان در ایران فعالیت خود را از دوره میوسن به ویژه میوسن پسین یا دوره پلیوسن شروع کرده‌اند و تا کواترنری ادامه یافته‌اند.
جدول زیر فهرستی از آتشفشان‌های فعال و منقرض شده در ایران می‌باشد.
| نام          | تصویر                      | ارتفاع | موقعیت                                                                      | آخرین فوران             |
| نام          | تصویر                      | متر    | مختصات جغرافیایی                                                            | آخرین فوران             |
| ------------ | -------------------------- | ------ | --------------------------------------------------------------------------- | ----------------------- |
| دماوند       | Damavand (5,610 m)         | ۵۶۱۰   | ۳۵°۵۷′۰۴″شمالی ۵۲°۰۶′۳۲″شرقی / ۳۵٫۹۵۱°شمالی ۵۲٫۱۰۹°شرقی                     | هولوسن ۷٬۵۰۰ سال پیش    |
| سبلان        | Mount Sabalan in July 2006 | ۴۸۱۱   | ۳۸°۱۵′شمالی ۴۷°۵۵′شرقی / ۳۸٫۲۵°شمالی ۴۷٫۹۲°شرقی                             | هولوسن                  |
| قلعه حسن علی |                            | ۴۲۲۵   | -۲۹°۲۴′شمالی ۵۷°۳۴′شرقی / ۲۹٫۴۰°شمالی ۵۷٫۵۷°شرقی                            | هولوسن                  |
| تفتان        |                            | ۳۹۴۱   | ۲۸°۳۶′شمالی ۶۱°۰۸′شرقی / ۲۸٫۶۰°شمالی ۶۱٫۱۳°شرقی                             | ۱۹۹۳                    |
| سهند         | NASA Space Shuttle image.  | ۳۷۱۰   | ۳۷°۴۵′شمالی ۴۶°۲۶′شرقی / ۳۷٫۷۵°شمالی ۴۶٫۴۳°شرقی                             | هولوسن                  |
| سراخر        |                            | ۲۴۲۲   | 36.966920° شمالی 58.443137° شرقی                                            | نامشخص                  |
| بزمان        |                            | ۳۴۹۰   | ۲۸°۰۴′شمالی ۶۰°۰۰′شرقی / ۲۸٫۰۷°شمالی ۶۰٫۰۰°شرقی                             | پلیستوسن ۴۱٬۰۰۰ سال پیش |
| درازو        | کوه درازو                  | ۳۰۲۵   | ۲۸°۱۰′شمالی ۶۰°۴۰′شرقی / ۲۸٫۱۷°شمالی ۶۰٫۶۷°شرقی                             | هولوسن                  |
| شهسواران     | کوه سراوان                 | ۲۵۰۰   | ۲۸°۱۰′شمالی ۵۹°۰۶′شرقی / ۲۸٫۱۷°شمالی ۵۹٫۱°شرقی                              | هولوسن                  |
| ملک سیاه کوه |                            | ۱۶۰۵   | ۲۹°۵۱′۳۱٫۹۵۰″ شمالی ۶۰°۵۲′۱۹٫۷۰۷″ شرقی / ۲۹٫۸۵۸۸۷۵۰۰°شمالی ۶۰٫۸۷۲۱۴۰۸۳°شرقی | پلیستوسن                |